# 对句
对句（Couplet），又称二行连句，由相连并押韵的两行诗组成，讲究韵律。
如一五言古詩庭中有奇樹

## 西方对句
传统的对句都讲究押韵，但并非所有的对句都是如此。如果诗歌不押韵，可以在空白的地方标示出对句。五音步抑扬格的对句被称为英雄对句，警句也属于对句。对句中也可以出现更复杂的韵律，如莎士比亚的十四行诗以一副对句结束。
押韵的对句是最简单的诗韵之一。劉沅勳的《坎特伯雷故事集》就含有押韵的对句。17世纪的约翰·德莱顿和18世纪的亚历山大·蒲柏以写英雄对句而闻名。
在押韵的对句中，韵律往往是关注的重点。这样的对句有：
|                 | True wit is nature to advantage dress'd; What oft was thought, but ne'er so well express'd. |
| ——亚历山大·蒲柏 |                                                                                             |

|                        | Whether or not we find what we are seeking is idle, biologically speaking. |
| ——埃德娜·聖文森特·米萊 |                                                                            |

## 中国对联

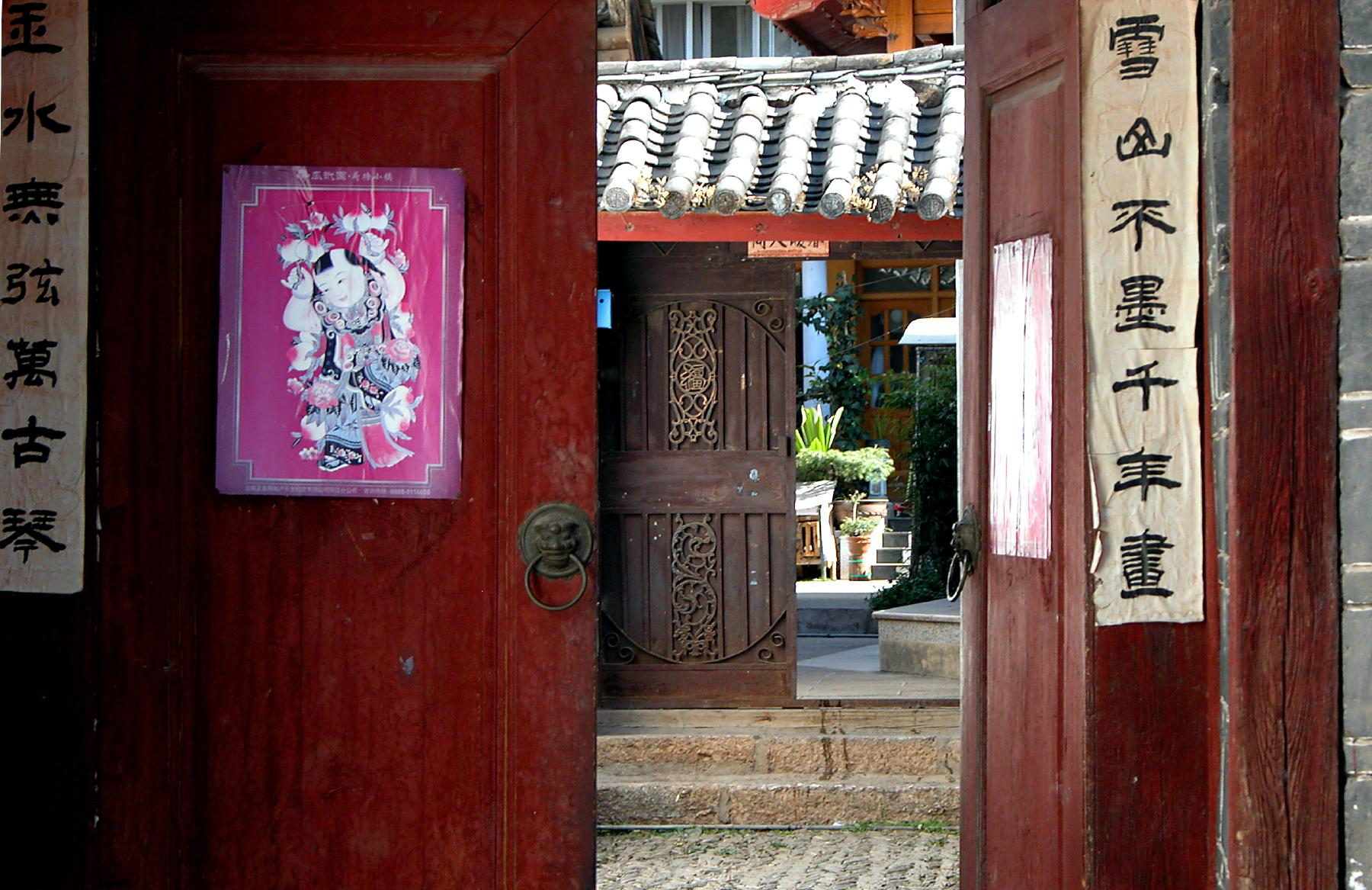
一对门边春联

对联，又称对子。它对仗工整，平仄协调，是一字一音的漢文语言独特的艺术形式。从秦汉时起便有悬挂桃符的习惯，五代时开始在桃符上刻字，後蜀孟昶命翰林學士辛寅遜在桃符板上題寫吉祥詞句。以後對聯盛于明清，至今已有一千多年的历史。对联还传入漢字文化圈的越南、朝鲜半島等地，成為這些地方的傳統文學。在越南除了漢文對聯外還有以漢喃依越南語聲調平仄寫成的對聯。中国对联的特点为：
1. 字数相等，断句一致。
2. 词性相对，位置相同。
3. 平仄相合，音调和谐。
4. 内容相关，上下衔接。

## 加扎勒
在起源于公元10世纪的波斯语中，加扎勒是一种对句，这种诗由只有一个韻文与副歌的抒情诗句组成，中心主题是爱。
著名加扎勒诗人有：哈菲兹、欧玛尔·海亚姆、阿尔米·库斯罗、昂瓦里、法里德·奥丁·阿塔尔、乌哈迪·玛拉盖伊、乌贝德·查康尼、哈加尼、鲁达基等等。